# Mulern Jean
Mulern Jean (25 de setembro de 1992) é uma atleta haitiana especialista em corrida com barreiras. Ela competiu nos Jogos Olímpicos de Verão de 2016 na corrida feminina de 100 metros com barreiras, mas foi desqualificada nas eliminatórias. Isto ocorreu devido à violação da regra 168.7b, que afirma que um competidor não deve "deliberadamente derrubar a qualquer obstáculo".